# 27718 Gouda
A 27718 Gouda (ideiglenes jelöléssel (27718) 1989 GH3) a Naprendszer kisbolygóövében található aszteroida. Eric Walter Elst fedezte fel 1989. április 2-án.